# サッチモ祭
サッチモ祭（サッチモまつり）とは、日本ルイ・アームストロング協会が主催して1981年から行われているジャズ・フェスティバルである。サッチモとは、ルイ・アームストロングの愛称である。
当初は大丸東京店の屋上で開催されていたが、その後、東急百貨店日本橋店に移り、現在は恵比寿ガーデンプレイス恵比寿麦酒記念館での開催に落ち着いている。
毎回、多数のアマチュアのディキシーランド・ジャズ・バンドが次々と演奏を行い、最後に「外山喜雄とデキシーセインツ」による演奏が行われ、会場内をパレードしてフィナーレを迎えることが恒例となっている。
日本ルイ・アームストロング協会は、ルイ・アームストロング・ファンの集まりである。同協会によれば、ルイ・アームストロングの生まれ故郷であり、ジャズ発祥の地であるニューオーリンズは、現在治安が悪化していて、子供たちが銃犯罪などの非行に走ることも多いという。そこで1994年から、「銃にかえて楽器を」の合言葉で、ルイ・アームストロングの孫の世代に当るニューオーリンズの子供たちに楽器を寄付するという活動を行っており、サッチモ祭はその活動を広めるという意味合いも持っている。会場では休み時間にサッチモ祭に参加する奏者が会場をジャズを演奏しながらパレードし、寄付を募るというイベントも行われている。集まった義援金はカトリーナ被災支援にも使われている。

## 歴史
以下の表は、日本ルイ・アームストロング協会『ワンダフルワールド通信 No.63』、2010年6月発行によるものである。
| 回数   | 年月日                                       | 場所                                                   | 備考 |
| ------ | -------------------------------------------- | ------------------------------------------------------ | --- |
| 第1回  | 1981年7月4日 1981年7月5日 1981年7月6日 3日間 | 銀座ガスホール 大丸東京店屋上ビアガーデン ヤマハホール | ルイ・アームストロング没後10年（誕生日から命日まで3日間開催） 1981年7月4日: 銀座ガスホール 1981年7月5日: 大丸東京店屋上 「アマチュアバンド大集合」としてサッチモ祭のもととなった。来日中のピート・カンドリ（tp.）らが飛び入り参加。 1981年7月4日: ヤマハホール - ゲスト: ジェフ・ブル（tp.）、ドリー・ベイカー（vo.）、水森亜土（vo.）、他。                         |
| 第2回  | 1982年8月8日                                 | 大丸東京店屋上ビアガーデン                             | 7月25日の予定が雨と台風のため2週間順延。 - ゲスト: ドリー・ベイカー（vo.）、水森亜土（vo.）、サー・チャールス・トンプソン（p.）、ジミー・スミス（ds.）、ジェフ・ブル、ボブ・グリーン、藤家虹二、原朋直、国外からは、バリー・マーチン、フレディー・ロンゾ（tb.）、ニューオリンズ・ラスカルズ。 - 客演: ボブ・グリーン（ジェリー・ロール・モートン・スタイルのピアノ） |
| 第3回  | 1983年8月21日                                | 大丸東京店屋上ビアガーデン                             | 大丸展示会場でジャズ展ジャズランドも同時開催。 ニューオーリンズ・ジャズ博物館からルイ・アームストロングが少年院で使ったコルネットと軍隊ラッパを携えてドン・マルキ館長が来日。 - ゲスト: ドリー・ベイカー（vo.）。 |
| 第4回  | 1984年7月29日                                | 大丸東京店屋上ビアガーデン                             | - ゲスト: ドリー・ベイカー（vo.）。 |
| 第5回  | 1985年7月28日                                | 大丸東京店屋上ビアガーデン                             | アメリカ大使館後援。 - ゲスト: ドリー・ベイカー（vo.）。 |
| 第6回  | 1986年7月27日                                | 大丸東京店屋上ビアガーデン                             | - ゲスト: ドリー・ベイカー（vo.）。 |
| 第7回  | 1987年7月26日                                | 大丸東京店屋上ビアガーデン                             | - ゲスト: 水森亜土（vo.）、ニーオリンズ・ラスカルズ。 |
| 第8回  | 1988年7月24日                                | 大丸東京店屋上ビアガーデン                             | - ゲスト: バリー・マーチン（ds.）、フレディー・ロンゾ（tb.）、ドリー・ベイカー（vo.）。 |
| 第9回  | 1989年7月23日                                | 大丸東京店屋上ビアガーデン                             | - ゲスト: バリー・マーチン（ds.）、フレディー・ロンゾ（tb.）、ドリー・ベイカー（vo.）。 |
| 第10回 | 1990年7月27日                                | 銀座ヤマハホール                                       | 屋内のため入場料が 4,000 円（サッチモ祭は通常無料である）。 - ゲスト: ラルフ・サットン（p.）、ドリー・ベイカー（vo.）、水森亜土（vo.）。 |
| 第11回 | 1991年7月28日                                | 東急日本橋店屋上ビアガーデン                           | - ゲスト: ドリー・ベイカー（vo.）。 |
| 第12回 | 1992年7月19日                                | 東急日本橋店屋上ビアガーデン                           | - ゲスト: ドリー・ベイカー（vo.）。 |
| 第13回 | 1993年8月1日                                 | 東急日本橋店屋上ビアガーデン                           | 7月25日の予定が雨で順延。 - ゲスト: ドリー・ベイカー（vo.）。 |
| 第14回 | 1994年7月24日                                | 東急日本橋店屋上ビアガーデン                           | 日本ルイ・アームストロング協会の前身、ルイ・アームストロング・ファウンデーション（LAF）日本支部発足。 - ゲスト: ドリー・ベイカー（vo.）。 |
| 第15回 | 1995年7月23日                                | 東急日本橋店屋上ビアガーデン                           | ニューオーリンズ・ジャズ誕生100年記念。 - ゲスト: ドリー・ベイカー（vo.）、ウィー・ラブ・サッチモ・ビッグバンド。 |
| 第16回 | 1996年7月20日                                | 東急日本橋店屋上ビアガーデン                           | ルイ・アームストロング没後25年記念。 - ゲスト: サー・チャールス・トンプソン（p.）、ドリー・ベイカー（vo.）。 |
| 第17回 | 1997年7月27日                                | 大丸東京店屋上ビアガーデン                             | サッチモ祭発足の場所「大丸東京店屋上ビアガーデン」に戻った。 |
| 第18回 | 1998年7月26日                                | 大丸東京店屋上ビアガーデン                             | 日本ルイ・アームストロング協会新体制発足。 （名称がLAFからWJFへ） - ゲスト: ドリー・ベイカー（vo.）、藤家虹二（cl.） |
| 第19回 | 1999年8月1日                                 | 大丸東京店屋上ビアガーデン                             | - ゲスト: ドリー・ベイカー（vo.）、ジミー・スミス（ds.） |
| 第20回 | 2000年7月20日                                | サッポロビール 恵比寿麦酒記念館 銅釜広場               | 開催場所が恵比寿ガーデンプレイスに移った。 - ゲスト: ドリー・ベイカー（vo.）。 |
| 第21回 | 2001年7月20日                                | サッポロビール 恵比寿麦酒記念館 銅釜広場               | ルイ・アームストロング生誕100年 - ゲスト: 水森亜土（vo.）、原朋直（tp.）。 |
| 第22回 | 2002年7月20日                                | サッポロビール 恵比寿麦酒記念館 銅釜広場               | |
| 第23回 | 2003年7月21日                                | サッポロビール 恵比寿麦酒記念館 銅釜広場               | - ゲスト: ジミー・スミス（ds.）。 |
| 第24回 | 2004年7月19日                                | サッポロビール 恵比寿麦酒記念館 銅釜広場               | - ゲスト: ジミー・スミス（ds.）。 |
| 第25回 | 2005年7月18日                                | サッポロビール 恵比寿麦酒記念館 銅釜広場               | - ゲスト: ジミー・スミス（ds.）。 |
| 番外   | 2005年10月10日                               | サッポロビール 恵比寿麦酒記念館 銅釜広場               | ハリケーン・カトリーナがニューオーリンズに襲来。 ニューオーリンズ支援緊急チャリティコンサート。 |
| 第26回 | 2006年7月17日                                | サッポロビール 恵比寿麦酒記念館 銅釜広場               | ニューオーリンズ支援チャリティコンサートと“感謝の集い”。 - ゲスト: ジミー・スミス（ds.）。 |
| 第27回 | 2007年7月16日                                | サッポロビール 恵比寿麦酒記念館 銅釜広場               | ニューオーリンズ支援チャリティコンサートと“感謝の集い”。 - ゲスト: ジミー・スミス（ds.）。 |
| 第28回 | 2008年7月21日                                | サッポロビール 恵比寿麦酒記念館 銅釜広場               | アメリカ大使館の後援が付くようになった。 - ゲスト: ジミー・スミス（ds.）。 |
| 第29回 | 2009年7月20日                                | サッポロビール 恵比寿麦酒記念館 銅釜広場               | アメリカ大使館の後援が付くようになった。 - ゲスト: ジミー・スミス（ds.）。 |
| 第30回 | 2010年7月19日                                | サッポロビール本社 ヱビスビール記念館 銅釜広場         | サッチモ祭第30回記念開催 会場として使用される施設が大改装され、名称が「ヱビスビール記念館」となった。 - ゲスト: 水森亜土（vo.） |
| 第31回 | 2011年7月18日                                | サッポロビール本社 ヱビスビール記念館 銅釜広場         | "がんばろう！日本 ジャズの故郷ニューオリンズとともに東日本大震災復興支援" |

## 出演バンド
出演するアマチュア・バンドは毎年おおむね一定している。参考として、第28回サッチモ祭（2008年7月21日開催）に出演したアマチュア・バンドを以下に示す（演奏順）。
- 早稲田大学ニューオルリンズジャズクラブ
- デキシー・ドランカーズ
- ザ・サーフサイド・ストンプ
- ナッチェス・ジャズバンド
- ドクター・デキシー・セインツ
- バンジョーストンパーズ
- セカンドライナーズ
- デキシー・ダンディーズ
- ハイタイム・ローラーズ
- ラグピッカーズ
- キャナル・ストリート・ジャズ・バンド
- デキシー・ショーケース
- ニューオリンズ・ノウティーズ
- 大丸リユニオン・ジャズメン

## 主催・支援団体
サッチモ祭は以下の団体により主催、支援されている。
- 主催：日本ルイ・アームストロング協会
- 協賛：恵比寿麦酒記念館、有限会社ノラ・ミュージック
- 後援：アメリカ大使館
- 協力：サッポロビール株式会社、サッポロ飲料株式会社